# Dylan Postl
Dylan Postl (sinh 29 tháng 5 năm 1986), là một đô vật chuyên nghiệp người Hoa Kỳ, được biết tới với cái tên trên võ đài là Hornswoggle hay Little Bastard. Anh đã từng thi đấu ở Raw của WWE. Ở đây, anh là nhà vô địch đai WWE Cruiserweight Championship trước khi đai không còn được sử dụng. Hiện nay, anh không còn ở công ty WWE.

## Sự nghiệp

### NWA Wisconsin (2004–2005)
Trước khi thi đấu cho SmackDown!, anh xuất hiện tại NWA Wisconsin vào năm 2005 với cái tên Shortstack, hay "The World's Sexiest Midget" Shortstack, nơi mà anh giành được đai X Division Championship.